# Kino Veterans Memorial Stadium
El Kino Veterans Memorial Stadium, es un estadio de béisbol que está ubicado en la ciudad de Tucson, Arizona, Estados Unidos de América. Es la nueva casa del Tucson Baseball Team, equipo de la Liga Mexicana del Pacífico. 

## Historia
El Kino Sports Complex es un complejo deportivo de usos múltiples en Tucson, Arizona. Los Arizona Diamondbacks y los Chicago White Sox utilizaban anteriormente el estadio principal del complejo, el Kino Veterans Memorial Stadium, para los juegos de la Liga de Cactus cada marzo y tenían sus complejos de ligas menores en el lugar.
El estadio también fue sede de los Tucson Sidewinders de la Liga de la Costa del Pacífico durante la última década del equipo en Tucson, desde la temporada inaugural del estadio en 1998 hasta la temporada 2008. 
El estadio fue sede temporal (2011-2013) de los Padres de Tucson (anteriormente los Portland Beavers) de la Liga de la Costa del Pacífico durante la reubicación del equipo a El Paso, Texas. 
También es la sede de la temporada regular del equipo de béisbol Tucson Saguaros de la Liga Pecos desde 2016. Tiene capacidad para 11,500 fanáticos y alberga conciertos además de su función principal como parque de béisbol.